# Critical Mass (videogioco 1983)
Critical Mass è un videogioco pubblicato da Sirius Software nel 1983 per Apple II e nel 1984 per Commodore 64. È un'avventura testuale con illustrazioni grafiche, in cui bisogna sventare una minaccia di attacco terroristico nucleare. Contrariamente alle normali avventure del genere, sono presenti anche situazioni in cui bisogna rispondere agli eventi in tempo reale; se non viene inserito alcun comando per 10 secondi, il tempo di gioco avanza di un minuto.